# Syzygium chloranthum
Syzygium chloranthum är en myrtenväxtart som först beskrevs av John Firminger Duthie, och fick sitt nu gällande namn av Elmer Drew Merrill och Lily May Perry. Syzygium chloranthum ingår i släktet Syzygium och familjen myrtenväxter. Inga underarter finns listade i Catalogue of Life.